# Club Atlético Racing de Córdoba
El Club Atlético Racing de Córdoba és un club de futbol argentí de la ciutat de Córdoba. Fou el 14 de desembre de 1924 que nasqué el Club Atlético Racing, essent primer president Rodolfo Castro Aguirre.

## Palmarès
- Copa Presidente (Seül-Corea): 1981,
- Torneo Argentino B 1998/99
- Torneo Argentino A: Apertura 2002
- Torneo Argentino A: Apertura 2003
- 8 Campionat de Córdoba de futbol: 1962, 1965, 1967, 1980, 1981, 1994, 1995, 2004
- 1 Campionat provincial de l'ACF: 1981

## Jugadors destacats
- Darío Sala
- José Serrizuela
- Roberto Gasparini
- Luís Amuchastegui "La Araña"
- Marco Nasello